# DROPS
DROPS（ドロップ）は、青二プロダクション所属（当時）の女性声優5人による声優ユニット。なお、読みは「ドロップ」であり、「ドロップス」は誤りである。2004年デビュー。解散発表はしていないが、2004年末の活動を最後に活動していない。

## 経歴
國府田マリ子をリーダーとして、2003年12月に結成が発表される。
2004年1月、フィンガー5の「恋のアメリカン・フットボール」をカバーしてデビュー。この曲のプロモーションでは、全員がチアリーダー風のミニスカートにマーチングバンド用の白いストレッチロングブーツを着用していた。
2ndシングルとしてTOM★CATの「ふられ気分でRock'n' Roll」をカバーしている。また、メンバーの神田・野中・白石が声をあてたアニメ『魔法先生ネギま!』のアニメ化前のイメージソング3曲を担当した。発売されたCD・DVDはすべて株式会社ローソンチケットが全面バックアップしたため、一般販売とはパッケージの異なる別バージョンで先行販売された。
ライブツアー「センセイ!DROPSはおやつに入りますかツアー」を2004年8月、大阪・名古屋・東京で開催した。ツアー直前のダンス練習中、國府田が両足の靱帯を切ったため大阪・名古屋のライブでは車椅子に乗るなど、東京のライブも含め大幅に振り付けの変更があり、舞台演出の調整が大変だったようである。このことは、ライブDVDで観ることができる。メンバーの神田は、後にこのライブツアーについて「過酷なDROPSツアー」と表現している。
公式イベントは2004年10月10日のSTARCHILD DREAM in KOBEを最後に行っていない。また、関連CDやDVDなども、2004年12月にライブDVDが発売されたのを最後に発売されていない。

## メンバー
※年齢順
| 名前         | 備考           | イメージカラー |
| ------------ | -------------- | -------------- |
| 國府田マリ子 | リーダー・長女 | ピンク         |
| 金田朋子     | ペット         | 黄             |
| 神田朱未     | おかん         | 赤             |
| 野中藍       | 三女           | 緑             |
| 白石涼子     | 次女           | 白             |

※長女・ペット・おかん・三女・次女は、家族設定。実年齢は考慮されておらず、見た目とイメージで設定されている。

## ディスコグラフィ

### シングル
| 枚  | 発売日        | タイトル                     | 規格品番                                                 | オリコン 最高位 |
| --- | ------------- | ---------------------------- | -------------------------------------------------------- | --------------- |
| 1st | 2004年1月28日 | 恋のアメリカン・フットボール | KICM-9003（ローソン特装盤） KICM-9004（ローソン通常盤）  | 43位            |
| 1st | 2004年2月4日  | 恋のアメリカン・フットボール | KICM-91096（一般発売特装盤） KICM-1096（一般発売通常盤） | 43位            |
| 2nd | 2004年4月21日 | ふられ気分でRock'n' Roll     | KICM-9005（ローソン特装盤） KICM-9006（ローソン通常盤）  | 28位            |
| 2nd | 2004年4月28日 | ふられ気分でRock'n' Roll     | KICM-91105（一般発売特装盤） KICM-1105（一般発売通常盤） | 28位            |

### アルバム
| 枚  | 発売日        | タイトル  | 規格品番                     | オリコン 最高位 |
| --- | ------------- | --------- | ---------------------------- | --------------- |
| 1st | 2004年7月21日 | CAN DROPS | KICA-20002（ローソン発売盤） | 40位            |
| 1st | 2004年7月28日 | CAN DROPS | KICA-646（一般発売盤）       | 40位            |

### ライブ映像
| 枚  | 発売日         | タイトル                                                     | 規格品番                     |
| --- | -------------- | ------------------------------------------------------------ | ---------------------------- |
| 1st | 2004年12月15日 | DROPS LIVE TOUR 2004 センセイ！DROPSはおやつに入りますか！？ | KIBM-20001（ローソン発売盤） |
| 1st | 2004年12月22日 | DROPS LIVE TOUR 2004 センセイ！DROPSはおやつに入りますか！？ | KIBM-75（通常盤）            |

### その他参加楽曲
| 発売日        | 商品名                             | 歌    | 楽曲                                             | 備考                                          |
| ------------- | ---------------------------------- | ----- | ------------------------------------------------ | --------------------------------------------- |
| 2004年4月28日 | ネギま! 麻帆良学園中等部2-A：1学期 | DROPS | 「☆まか♥メチャ不思議パラダイス」 「バカップル♥」 | テレビアニメ『魔法先生ネギま!』イメージソング |
| 2004年8月25日 | ネギま! 麻帆良学園中等部2-A：2学期 | DROPS | 「ときめきココナッツ」                           | テレビアニメ『魔法先生ネギま!』イメージソング |

### タイアップ曲
| 楽曲                     | タイアップ                                         | 時期   |
| ------------------------ | -------------------------------------------------- | ------ |
| ふられ気分でRock'n' Roll | テレビアニメ『せんせいのお時間』エンディングテーマ | 2004年 |
| 渋滞のラブ・アフェア     | OVA『せんせいのお時間 ご〜るど』オープニングテーマ | 2004年 |

## イベント
- ローソンチケット プレゼンツ DROPS ファーストシングル「恋のアメリカン・フットボール」発売記念イベントライブ（2004年2月7日）
- DROPSセカンドシングル『ふられ気分でRock'n'Roll』発売記念イベント（2004年5月8日）
- DROPS LIVE TOUR 2004〜センセイ!DROPSはおやつに入りますかツアー〜（2004年8月21日〜8月28日）
- STARCHILD DREAM in KOBE 2nd（2004年10月10日）

## ラジオ
共にSTARCHILD HOUR内、約90秒のミニ番組
- DROPSのチアフルドロップ（2004年4月 - 2004年7月）-「恋のアメリカン・フットボール」にちなんだリスナーを応援する番組。週替わりで誰か一人が担当。
- DROPSのふられ気分も約60秒（2004年8月 - 2005年3月）-「ふられ気分でRock'n' Roll」にちなんだふられ気分になるような投稿を5人で明るく語り合う番組。

## その他
- 野中との『宇宙のステルヴィア』の共演で接点があった岸尾大輔と水島大宙によるDROPS対抗組織（本当は応援目的）のBACK DROPS（バックドロップ）が結成。ライブツアーにも登場し、コントを披露したり、C-C-Bの「Romanticが止まらない」をカバーして歌っていた。「DROPSが「恋のアメリカン・フットボール」「ふられ気分でRock'n'Roll」といったカバー曲を歌ったため、自分達もカバーして歌おうと思った」と本人達が語っている。後に「だいず」と改称されて独自の活動を行っていた。なお、ネタだったのかどうかは一切不明だが、この2人に対し、特に白石があからさまな拒絶反応を示していたことがある。
- 魔法先生ネギま!イメージソングの「バカップル♥」「☆まか♥メチャ不思議パラダイス」は、ネギま!関連のイベントで、ネギま!の担当声優である神田・野中・白石の3人で歌われていた。また、前述の「ときめきココナッツ」は、白石ソロとなっている。
- 堀江由衣がDROPSに刺激され、2005年に声優ユニットの『Aice5』を結成した（2007年まで活動）。ちなみに、神田はAice5に引き抜きされている。
- 神田の初のベストアルバム「Bitter Sweet Friday」に、1人で歌う「バカップル♥」が歴史の一つとして収録されている。